# Cryptocentrus lutheri
Cryptocentrus lutheri là một loài cá biển thuộc chi Cryptocentrus trong họ Cá bống trắng. Loài cá này được mô tả lần đầu tiên vào năm 1960.

## Từ nguyên
Loài cá này được đặt theo tên của Giáo sư Wolfgang Luther, nhà động vật học đến từ Viện Động vật học của Đại học kỹ thuật Technische Hochschule (Đức), vì những nghiên cứu của ông về mối quan hệ cộng sinh giữa tôm gõ mõ và cá bống.

## Phạm vi phân bố và môi trường sống
C. lutheri có phạm vi phân bố ở vùng biển Ấn Độ Dương. Loài cá này xuất hiện trên khắp các vùng biển bao quanh bán đảo Ả Rập, từ Biển Đỏ vòng qua vịnh Ba Tư. Ở phía nam, C. lutheri được ghi nhận ở ngoài khơi Tanzania và Mauritius.
C. lutheri sống gần rạn san hô ở những khu vực nền đáy cát và đá vụn ở độ sâu khoảng 28 m trở lại.

## Mô tả
Chiều dài cơ thể tối đa được ghi nhận ở C. lutheri là 11 cm. Cơ thể của C. lutheri thuôn dài, có màu kem với các dải sọc dọc màu nâu sẫm nổi bật ở hai bên cơ thể. Nhiều đốm xanh ánh kim tập trung ở đầu, lưng và cuống đuôi.

## Sinh thái học
Mối quan hệ hỗ sinh giữa những loài cá bống với một số loài tôm gõ mõ được mô tả lần đầu tiên bởi Longley & Hildebrand (1941) ở phía nam bang Florida (Hoa Kỳ). Điều này đã được quan sát ở cá bống C. lutheri và loài tôm gõ mõ của chi Alpheus.
Tôm gõ mõ chia sẻ hang của mình với cá bống, còn cá bống có nhiệm vụ cảnh báo sự nguy hiểm xung quanh. Tôm có thị lực khá kém nên nó phụ thuộc hoàn toàn vào cá bống khi ở ngoài hang. Nếu cảm thấy nguy hiểm ở mức độ thấp, cá bống sẽ không tự rút vào hang mà sẽ truyền tín hiệu cảnh báo đến cho tôm bằng động tác quẫy đuôi nhanh chóng. Chỉ khi một số loài cá xâm nhập vượt qua một khoảng cách nhất định, tức là mức độ nguy hiểm gia tăng, cá bống ngay lập tức rút vào hang trước tôm, và đó cũng là cảnh báo khẩn cho tôm biết mối đe dọa đang ở gần. Tuy nhiên, khác với loài cá bống Amblyeleotris steinitzi và Ctenogobiops maculosus, C. lutheri nhanh chóng rút vào hang khi mối nguy hiểm vẫn còn ở xa.
Cá bống và tôm không tranh giành thức ăn. Tôm chủ yếu ăn vụn hữu cơ trong các lớp trầm tích, trong khi cá bống ăn các động vật không xương sống nhỏ như sinh vật phù du.